# Los Núñez (Almogía)
La barriada de Los Núñez es un núcleo de población perteneciente al municipio de Almogía, en la provincia de Málaga, España. Se encuentra lindando con el municipio de Málaga.

## Transporte público
Los Núñez, al pertenecer al municipio de Almogía, se encuentra integrado en el ámbito del Consorcio de Transporte Metropolitano del Área de Málaga, que opera las siguientes líneas de autobuses interurbanos en su territorio:
| Línea | Trayecto         | Recorrido y Horarios | Plano |
| ----- | ---------------- | -------------------- | ----- |
| M-150 | Málaga-Los Núñez | Recorrido y Horarios | Plano |

Asimismo, aun encontrándose fuera del municipio de Málaga, la Empresa Malagueña de Transportes SAM, ya que se encuentra junto a los límites de su territorio, opera la siguiente línea de Autobús Urbano.

### Líneas Urbanas
| Línea | Trayecto                 | Recorrido | Frecuencia Media (Laborables) |
| ----- | ------------------------ | --------- | ----------------------------- |
| 28    | Santa Águeda - Los Núñez | Recorrido | 85 minutos                    |

- Datos: Q5980092